# 蔡廷衡
蔡廷衡（?—?），字咸一，號小霞，浙江仁和縣（今屬杭州市）人。清朝政治人物。
蔡廷衡於乾隆四十三年（1778年）中式戊戌科一甲第二名進士（榜眼）。授翰林院編修，官至甘肅布政使。